# Aeroporto di Rafha
L'Aeroporto di Rafha (in arabo مطار رفحاء المحلي‎?) (IATA: RAH, ICAO: OERF) è un aeroporto definito come nazionale dalle autorità dell'aviazione civile saudite e situato nella parte centro-settentrionale dell'Arabia Saudita presso l'abitato di Rafha, nei pressi del confine con l'Iraq.
L'aeroporto di Rafha è dotato di una pista di asfalto lunga 3 000 m e larga 45 m, l'altitudine è di 450 m, l'orientamento della pista è RWY 11-29 ed è aperto al traffico commerciale dall'alba al tramonto.
Lo scalo ha assorbito, nel 2014, poco più di cinquantaseimila passeggeri.